# П'ятихатки (Павлоградський район)
П'ятиха́тки — село в Україні, у Павлоградському районі Дніпропетровської області. Входить до складу Юр'ївської селищної громади. Населення за переписом 2001 року становить 18 осіб.

## Географія
Село П'ятихатки знаходиться на відстані 2,5 км від села Новоіванівське. Через село проходить автомобільна дорога Т 0412.

## Історія
До 2020 орган місцевого самоврядування - Новоіванівська сільська рада.
12 червня 2020 року, відповідно до розпорядження Кабінету Міністрів України № 709-р «Про визначення адміністративних центрів та затвердження територій територіальних громад Дніпропетровської області», увійшло до складу Юр'ївської селищної громади.
19 липня 2020 року, в результаті адміністративно-територіальної реформи та ліквідації Юр'ївського району, село увійшло до складу Павлоградського району.

## Населення

### Мова
Розподіл населення за рідною мовою за даними перепису 2001 року:
| Мова       | Кількість | Відсоток |
| ---------- | --------- | -------- |
| українська | 18        | 100%     |

## Інтернет-посилання
- Погода в селі П'ятихатки

1. ↑  Про визначення адміністративних центрів та затвердження територій територіальних громад Дніпропетровської області. Офіційний вебпортал парламенту України (укр.). Процитовано 10 квітня 2023.
2. ↑  Постанова Верховної Ради України від 17 липня 2020 року № 807-IX «Про утворення та ліквідацію районів»
3. ↑  Рідні мови в об'єднаних територіальних громадах України — Український центр суспільних даних